# امبرلی (اوهایو)
امبرلی، اوهایو (به انگلیسی: Amberley, Ohio) یک منطقهٔ مسکونی در ایالات متحده آمریکا است که در شهرستان همیلتون واقع شده‌است.

## خصوصیات
امبرلی ۹٫۰۶ کیلومترمربع مساحت و ۳٬۵۸۵ نفر جمعیت دارد و ۲۴۳ متر بالاتر از سطح دریا واقع شده‌است.